# Segona guerra carlina
La segona guerra carlina o guerra dels matiners fou una guerra civil espanyola del segle xix, emmarcada en el context de l'enfrontament originat en el conflicte de successió dinàstica a la corona d'Espanya conegut genèricament com les guerres carlines i que tingué lloc entre el 1846/47 i el 1849. Certs historiadors com Robert Vallverdú l'han considerat un aixecament de Catalunya contra Madrid. I certament, més que no pas una guerra estrictament carlina, fou una revolta catalana contra la dictadura dels moderats (Ramón María de Narváez) i contra un seguit de mesures centralistes que pertorbaven la vida del país (quintes, aranzels), en la qual participaren, a més dels carlins (anomenats en aquesta època matiners pel fet d'atacar de bon matí), certs progressistes i republicans catalans.
La guerra civil, dita també guerra dels Matiners s'inicià pel setembre del 1846 i durà fins al maig del 1849. Més que no pas una guerra estrictament carlina, fou una revolta catalana contra la dictadura dels moderats Ramón María de Narváez i contra un seguit de mesures que pertorbaven la vida del país (quintes, aranzels), en la qual participaren, a més dels carlins (anomenats en aquesta època montemolinistes), progressistes i republicans. Durant aquesta lluita foren capitans generals de Catalunya Manuel Bretón, Manuel Pavía, marquès de Novaliches, Fernando Fernández de Córdoba i Manuel Gutiérrez de la Concha, marquès del Duero. L'agost del 1847, l'exèrcit governamental disposava de 42.000 homes, contra menys de 2.000 montemolinistes. A la fi de la guerra, Concha arribà a disposar-ne de més de 50.000, per uns 10.000 de Cabrera.

## Antecedents

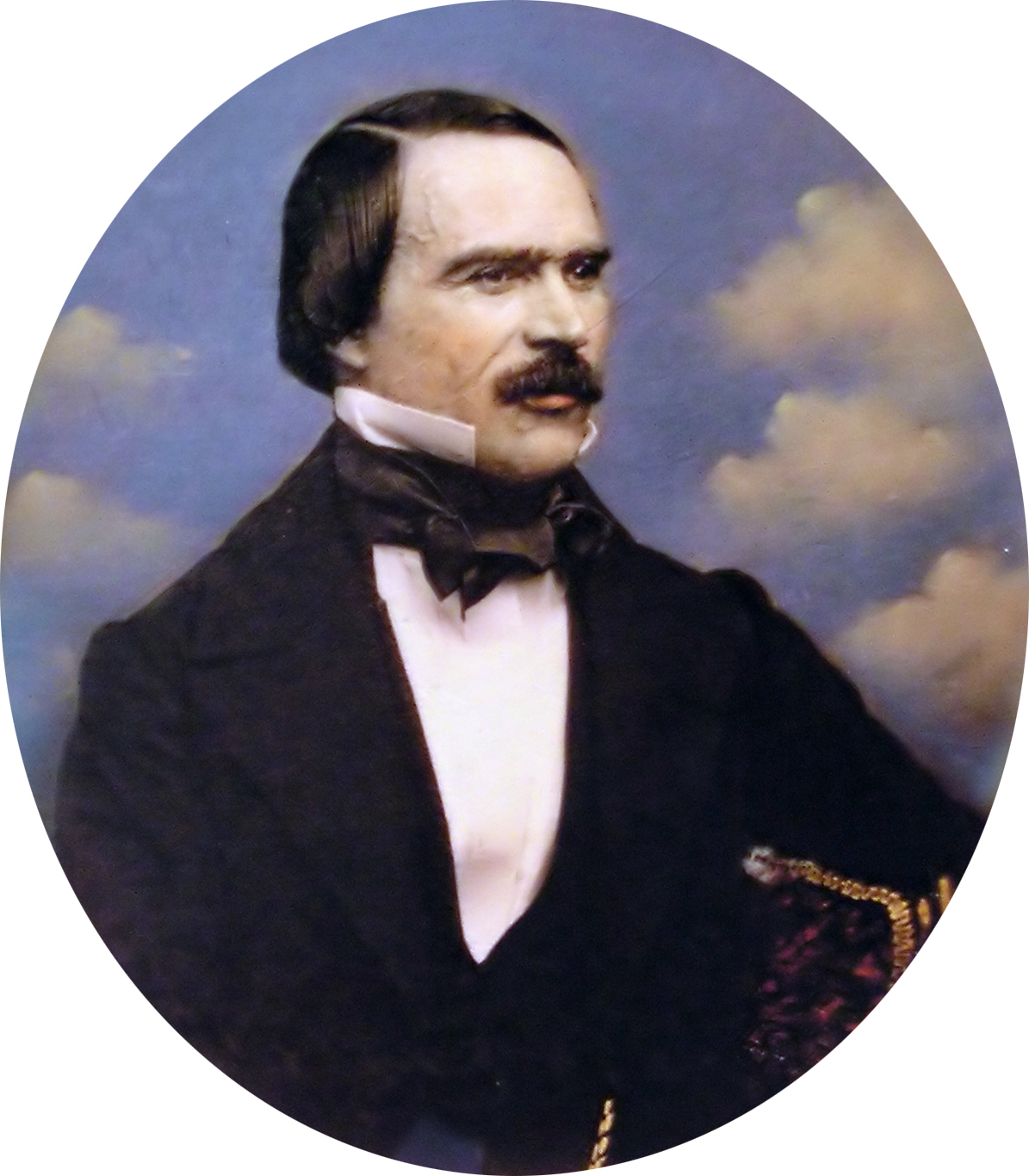
Daguerreotip de Ramon Cabrera.

Jaume Balmes i Antoni Aparici van proposar per posar fi a la discòrdia civil el casament d'Isabel II amb Carles Lluís de Borbó i de Bragança comte de Montemolín, fill primogènit i successor de Carles Maria Isidre de Borbó, el primer pretenent carlí. El carlisme acceptà la proposta i el 18 de maig de 1845, Carles Maria Isidre va abdicar en Carles Lluís, però el projecte va fracassar i Isabel es va casar l'octubre del 1846 amb el seu cosí Francesc d'Assís de Borbó.

## Inici de la guerra
A finals del 1846 o primers mesos del 1847 es produí la rebel·lió dels anomenats "matiners", l'inici de la qual es podria datar el setembre del 1846 amb l'aixecament de Benet Tristany a Solsona (un mes abans de l'enllaç d'Isabel II), tot i que altres historiadors situen l'inici de la guerra en l'assalt a Cervera de Tristany el 16 de febrer del 1847 i que havia de durar fins al 1849.

## Causes de l'aixecament a Catalunya
Les causes de l'aixecament cal cercar-les en la combinació d'una crisi agrària produïda per un seguit de males collites que van fer augmentar el preu del pa i que van agreujar les condicions de vida de les classes populars, afegida a una crisi conjuntural de la indústria tèxtil que va provocar un greu malestar a les ciutats i una revolta popular en oposició a les lleves militars de les quintes abusives i les noves mesures fortament centralistes del govern liberal Ramón María Narváez. Amb els processos de desamortització hi va haver un canvi de propietat de terres que van afectar la pagesia i els va privar de les activitats tradicionals de carboneig, fer llenya i pasturatge.
El projecte d'unir les dues branques borbòniques (patrocinat, entre d'altres, per Jaume Balmes i Antoni Aparici i Guijarro) amb el casament d'Isabel II amb Carles Lluís de Borbó i de Bragança, comte de Montemolín, fill i successor de Carles V (Carles VI, per als seus partidaris), fracassà, puix que Isabel fou maridada amb Francesc d'Assís de Borbó (octubre del 1846). Això creà les condicions polítiques necessàries per a la revolta. Les causes economicosocials ja hi eren: a la muntanya catalana el trabucaire era en camí de convertir-se en un símbol de la protesta popular. D'altra banda, continuaven vius la majoria dels caps carlins de la guerra dels Set Anys, alguns dels quals ni tan sols s'havien expatriat.

## Principals fets de la guerra
La guerra començà pel setembre del 1846 amb l'aixecament de Benet Tristany a Solsona, al capdavant d'una partida de tres-cents homes. El seguiren Pitxot al Camp de Tarragona, Joan Cavalleria i Josep Puig (Boquica) al Berguedà, i Jeroni Galceran, Josep Borges, Bartomeu Porredon (Ros d'Eroles), Marcel·li Gonfaus (Marçal), Miquel Vila (Caletrus), Josep Estartús, Josep Masgoret, Rafael i Miquel Tristany —nebots de mossèn Benet—, etc., a diversos punts del Principat. Dividits en partides poc nombroses i autònomes que van plantejar una guerra de guerrilles, s'unien per dur a terme cops d'efecte, i els montemolinistes dugueren a cap una gran activitat (sorpreses de Cervera, de Terrassa, de Martorell, de Lleida, etc.) per robar la recaptació dels impostos i finançar l'aixecament.
A diferència del que havia ocorregut durant la primera guerra, el capteniment dels carlins fou força moderat, en contrast amb la duresa de la repressió governamental del capità general Manuel Bretón, del 4 de març de 1847, que prescrivia pena de mort per als qui posseïssin armes sense permís i "amb intencions sospitoses", i per als qui amaguessin o assistissin un ferit o un pròfug rebel.
La guerra de guerrilles va afeblir els carlins enfront les columnes regulars que els perseguien sense treva, i Manuel Bretón afavoria la delació i pagava la traïdora. El 17 de maig de 1847 fou afusellat a Solsona pels Mossos d'Esquadra el mariscal de camp carlí Benet Tristany, i exposat el cadàver del brigadier Bartomeu Porredon, mort a cops de baioneta a Clariana de Cardener. Ambdós havien estat localitzats la nit del 15 de maig pels liberals gràcies a una delació.
Malgrat que els matiners havien perdut dos dels seus principals caps militars, el conflicte distava molt d'apaivagar-se. El 22 de maig diverses partides carlines comandades pel Griset de la Cabra, el Guerxo de la Ratera, Caletrus, Cornet, Vilella i Pau Manyé entre d'altres, atacaren una columna liberal sortida de Valls. L'acció no va reeixir, però fou una mostra de l'augment de la capacitat combativa dels matiners. El 2 de juny de 1847, en Boquica es planta a Vic, mentres que el dia 5 d'aquell mateix mes, partides carlines ataquen una columna de l'exèrcit comandada per Patiño a la vall d'Ora. Aquell estiu de 1847 hi havia aproximadament 4.000 combatents carlins actuant al Principat, repartits en 33 partides.
A la darreria del 1847, Pavía anuncià la pacificació de Catalunya, tal com desitjava Narváez. Però si la guerra, en bona part per manca de mitjans, tot i que havia llanguit, hom no la podia pas considerar acabada, i per l'abril del 1848 reprengué quan Josep Masgoret entrà a Catalunya i es posà al capdavant de les forces montemolinistes (victòries carlines de Sant Jaume de Frontanyà i del Pont de Rabentí, i presa de Vidrà), mentre Ramon Cabrera, que en començar la guerra es trobava a Lió, entrava 23 de juny per Oceja impulant a la lluita, i publicava una proclama de to moderat.

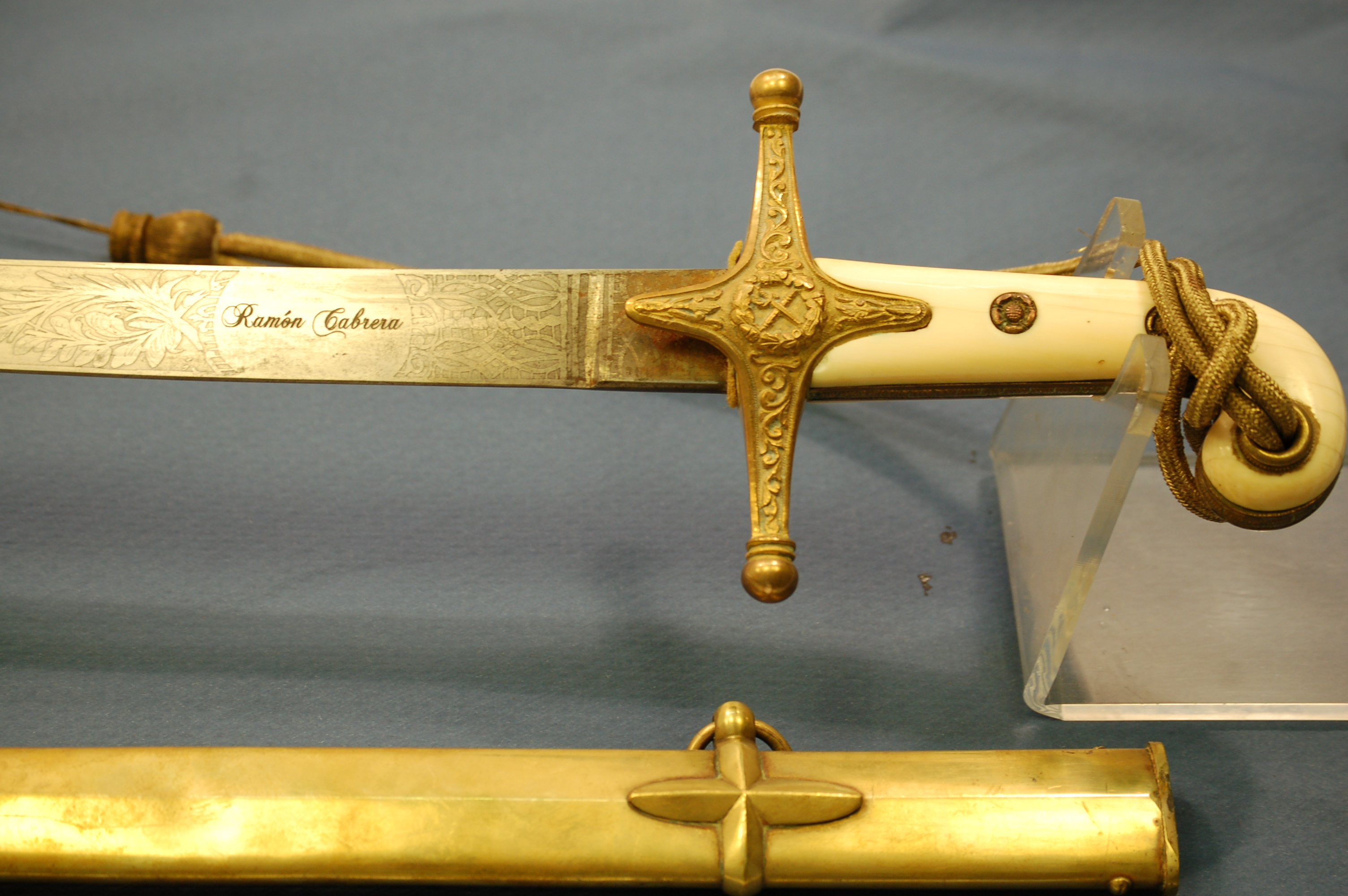
Detall de l'espasa del General Cabrera

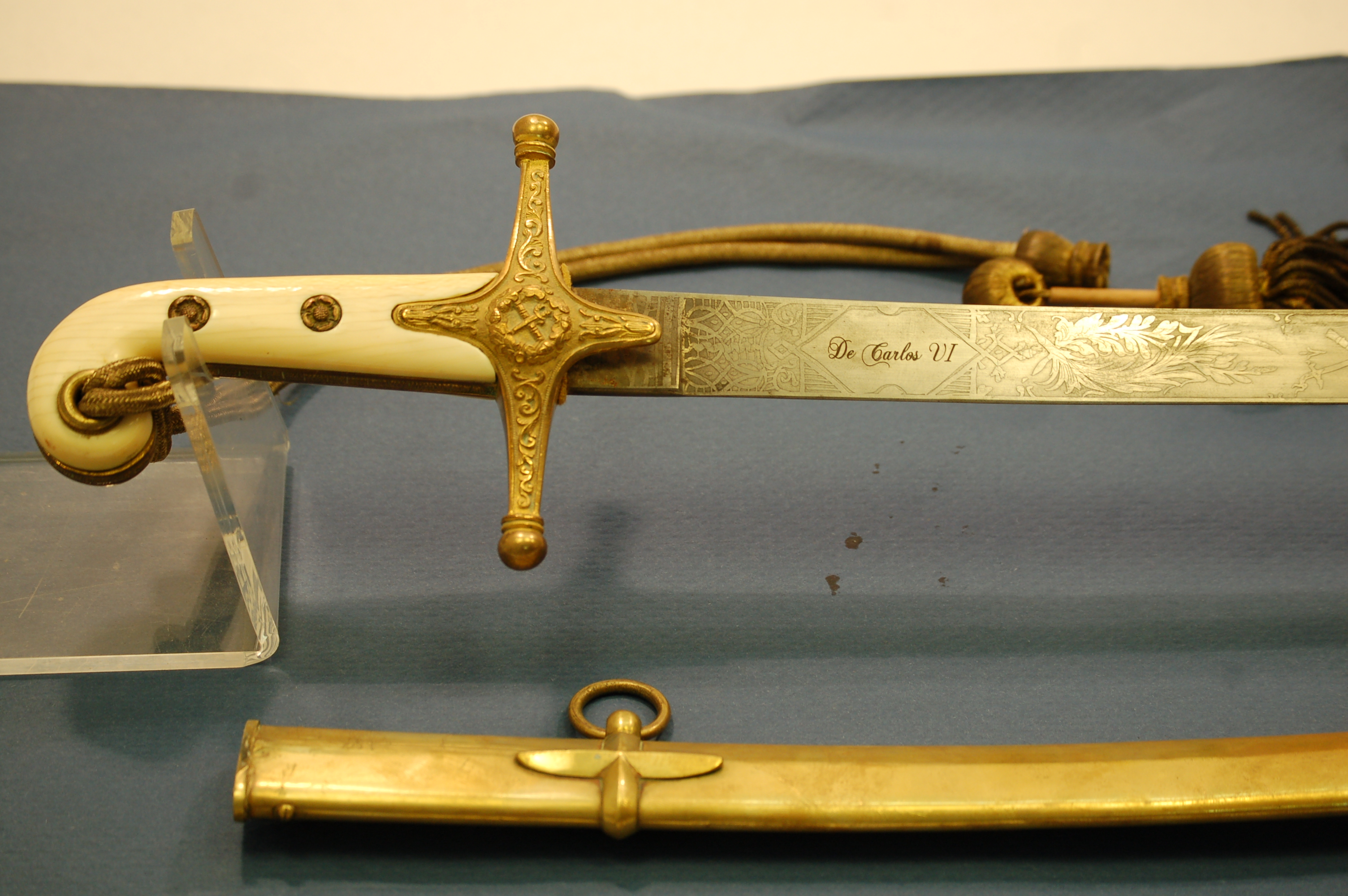
Espasa del General Ramon Cabrera, obsequi de Carles VI

Després d'enviar Forcadell al Maestrat, Cabrera organitzà alguns escamots de cavalleria i cercà una victòria que equilibrés la seva inferioritat. Però la guerra no canvià de manera substancial: els audaços cops de mà dels carlins (atac a la vila de Gràcia i al Portal de l'Àngel, pel juliol del 1848) eren contrarestats per les victòries governamentals i pel fracàs de l'aixecament fora de Catalunya: derrota i afusellament de Joaquín Julián d'Alzaa, promotor de l'aixecament a Guipúscoa (juny-juliol del 1848); fracàs de la temptativa a Navarra i a Burgos; ineficàcia de les partides del Maestrat i del Baix Aragó i als Montes de Toledo.
La victòria de Borges sobre el brigadier Paredes a l'Esquirol i la de Cabrera a Avinyó sobre la columna del general Manzano (16 de novembre de 1848) i la incorporació a la lluita dels republicans del brigadier Victorià Ametller i Vilademunt, de Francesc Bellera i de Joan Barrera, particularment forts a l'Empordà, i de Baldrich i Escoda, que operaven a la rodalia de Barcelona i de Tarragona, no modificaren la relació de forces. Si bé el sometent aixecat pel govern (repartiment de 6.000 fusells) no donà gaire resultat, la política d'atreure i subornar alguns caps montemolinistes (mitjançant diners i el reconeixement dels graus militars) resultà eficaç: s'hi acolliren, entre d'altres, a Aragó, el Coix de Carinyena; a Catalunya, Miquel Vila (Caletrus), Bartomeu Poses, i fins i tot, des de França, Josep Pons (dit Pep de l'Oli). Això sembrà entre els carlins la por a la traïció.
El baró d'Abella, Josep de Calassanç d'Abat i de Subirà, va intentar negociar la rendició dels germans Tristany, però en van informar Cabrera i li van preparar un ensurt el 23 de febrer de 1849; fou pres i afusellat després d'un consell de guerra.
Pel gener, mentre Ametller era derrotat a la Vajol, Concha atacà el reducte principal de Cabrera (les Guilleries i la vall d'Hostoles). Aquest derrotà les columnes del general Hore (a les Planes) i del coronel Ruiz, però l'endemà fou batut i ferit (batalla del Pasteral). Aquesta fou la darrera acció important de la guerra; la detenció del pretendent carlí pels duaners francesos quan intentava d'entrar a Catalunya el 4 d'abril desanimà els seus partidaris i el 26 d'abril Ramon Cabrera passà a França.
El 14 de maig de 1849 els darrers montemolinistes travessaren la frontera, manats pels Tristany, o bé es lliuraren als governamentals.

## Composició dels exèrcits liberal i carlí

### L'Exèrcit liberal
A mitjans del 1847, el General Manuel Pavía, Capità General de Catalunya, que comptava amb un exèrcit de més de 22.000 homes per combatre a uns 5.000 carlins, es dirigí al Govern per a sol·licitar més forces, però la resposta del Ministre fou negativa, argumentant que siendo ya un esfuerzo singular el que se mantenga allí tanto tiempo un ejército que es la tercera parte de todo el de la Península, Africa e Islas adyacentes.
L'exèrcit liberal a Catalunya, a data de 18 de desembre del 1848, comptava amb uns 50.000 soldats i estava organitzat en 7 Divisions, subdividides en 12 Brigades i al seu torn en 25 columnes. Tenia com a general en cap el tinent general Manuel de la Concha, Marquès del Duero, i estaven a les seves ordres: 7 Mariscals de Camp, 8 Brigadiers i 15 Coronels.

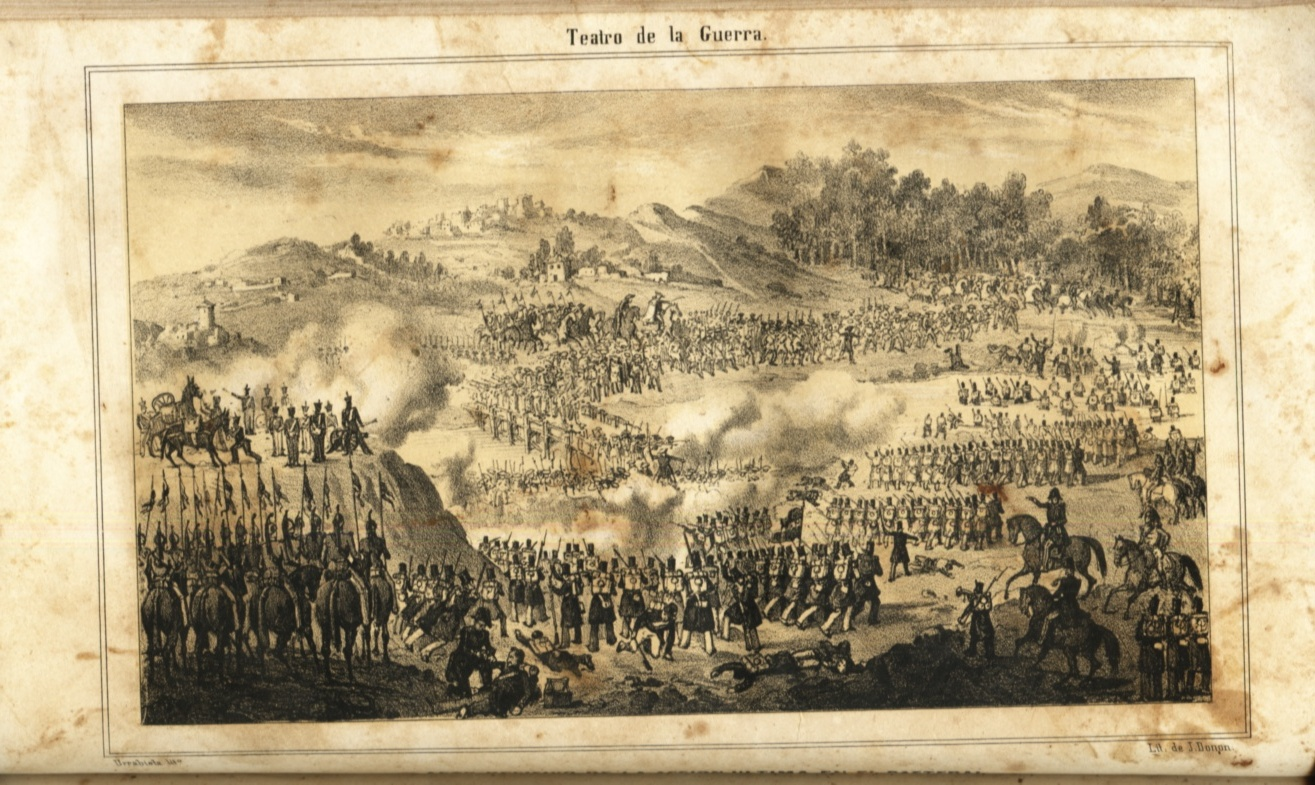
Batalla del Pasteral, 26 al 27 de gener de 1849.

Els 70 batallons que formaven les unitats d'Infanteria eren:
- 3 batallons del Regimiento del Príncipe.
- 3 batallons del Regimiento de la Princesa.
- 3 batallons del Regimiento de Castilla.
- 3 batallons del Regimiento del Rey.
- 3 batallons del Regimiento de Soria núm. 9.
- 3 batallons del Regimiento de Guadalajara.
- 3 batallons del Regimiento de Zaragoza.
- 3 batallons del Regimiento de Galicia.
- 3 batallons del Regimiento de San Marcial.
- 3 batallons del Regimiento de Córdoba.
- 3 batallons del Regimiento d'Astorga.
- 3 batallons del Regimiento de San Quintín.
- 2 batallons del regimiento de Valencia.
- 2 batallons del Regimiento de Jaén.
- 2 batallons del Regimiento de la Unión.
- 2 batallons del Regimiento de la Constitución.
- 2 batallons del Regimiento d'Asturias.
- 1 batalló del Regimiento de Ciudad Rodrigo.
- 1 batalló del Regimiento d'Alba de Tormes núm. 40.
- 1 batalló del Regimiento de Simancas.
- 1 batalló del Tercio de Granaderos.
- 1 batalló del Regimiento de Tarragona núm. 2.
- 1 batalló del Regimiento de Tarragona núm. 5.
- 1 batalló del Regimiento de la Reina.
- 1 batalló del Regimiento de Burgos.
- 1 batalló del Regimiento d'Albuera.
- 1 batalló del Regimiento de Cataluña núm. 1.
- 1 batalló del Regimiento de Chiclana núm. 7.
- 1 batalló del Regimiento d'Antequera núm. 15.
- 1 batalló del Regimiento de Vergara núm. 16.
- 1 batalló de Regimiento de África.
- 1 batalló del Regimiento de Barbastro núm. 4.
- 1 batalló del Regimiento de Tarifa núm. 6.
- 1 batalló del Regimiento de Borbón núm. 17.
- 1 batalló del Regimiento de Figueras núm. 8.
- 1 batalló del Regimiento de Navas núm. 14.
- 1 batalló del Regimiento de Toledo.
- 1 batalló del Regimiento de Vitoria.
- 1 batalló del Regimiento de Zamora.
- 1 batalló del Regimiento d'Arapiles.
- Força del Comandant Posas (passat).
- 1 Terç del Pla de Barcelona.
- Terços catalans.
- 180 Mossos d'Esquadra.
- Columnes de Carabiners de les quatre províncies.
- Guàrdia Civil.

Pel que fa a les unitats de Cavalleria, comptaven amb 1.244 cavalls, que s'agrupaven en les següents unitats:
- Regiment de Montesa.
- Regiment de Sagunt.
- Regiment de Santiago.
- Regiment d'Espanya.

Les unitats d'Artilleria estaven formades per:
- 1r Regiment d'Artilleria.
- 24 peces d'artilleria de "a coll".

### L'Exèrcit carlí
L'Exèrcit Reial de Catalunya a data d'1 de gener de 1849 estava organitzat en 4 Divisions, subdividides en 8 Brigades. Tenia com a General en Cap Ramon Cabrera, Comte de Morella, i estaven a les seves ordres: 3 Brigadiers i 17 Coronels. Aquestes unitats estaven incompletes i mal armades com ho demostra el batalló de Voluntaris de Figueres que tan sols comptava amb 268 homes, 35 dels quals no disposaven d'arma.
Les unitats d'Infanteria les formaven 16 batallons:
- Companyia de Guies de Cabrera.
- Batalló de Voluntaris de Barcelona.
- Batalló de Voluntaris de Terrassa.
- Batalló de Voluntaris de Manresa.
- Batalló de Voluntaris de Berga.
- Batalló de Voluntaris de Tarragona.
- Batalló de Voluntaris d'Igualada.
- Batalló de Voluntaris de les Garrigues.
- Batalló de Voluntaris de Tortosa.
- Batalló de Voluntaris de Lleida.
- Batalló de Voluntaris de Cervera.
- Batalló de Voluntaris de Tremp.
- Batalló de Voluntaris de la Seu.
- Batalló de Voluntaris d'Olot.
- Batalló de Voluntaris de Figueres.
- Batalló de Voluntaris de Girona.
- Batalló de Voluntaris d'Hostalric.
- 100 Mossos d'Esquadra.
- 2 companyies de resguard.
- 1 companyia d'Invàlids.

Les unitats de Cavalleria eren:
- Regiment de Llancers de Catalunya (200 cavalls).

Pel que fa a les unitats d'Artilleria tan sols es comptava amb una companyia (no hi ha dades sobre l'existència de cap peça d'artilleria).